# Данилович Северин Теофілович
Севери́н Теофілович Данило́вич (5 жовтня 1860, с. Сновичі Золочівського повіту — 16 листопада 1939 (за іншими даними 1942), с. Старі Скоморохи, нині Галицького району Івано-Франківської області або Станиславів) — український адвокат, публіцист, громадсько-культурний і політичний діяч. Швагро Василя Стефаника.

## Життєпис
Народився 5 жовтня 1860 року в с. Сновичі Золочівського повіту Королівства Галичини та Володимирії, Австрійська імперія (нині Золочівського району Львівської області, Україна) в сім'ї греко-католицького священника Теофіла Даниловича (1834—1902), тоді адміністратора парафії в с. Сновичі, і Євфросинії з дому Романовська.
Закінчив Станиславівську цісарсько-королівську гімназію (1879 р.), правничий факультет Львівського університету (1885 р.), захистив докторат (1892 р.).
5 травня 1890 року в с. Стецева на Снятинщині взяв шлюб з Анною-Пелагією дочкою о. Кирила Гаморака місцевого пароха.
Був одним із засновників (1890 р.) та активних діячів (з 1898-го — у складі головної управи) селянської Української радикальної партії. 1885 року був серед засновників коломийського об'єднання промисловців «Гуцульська спілка».

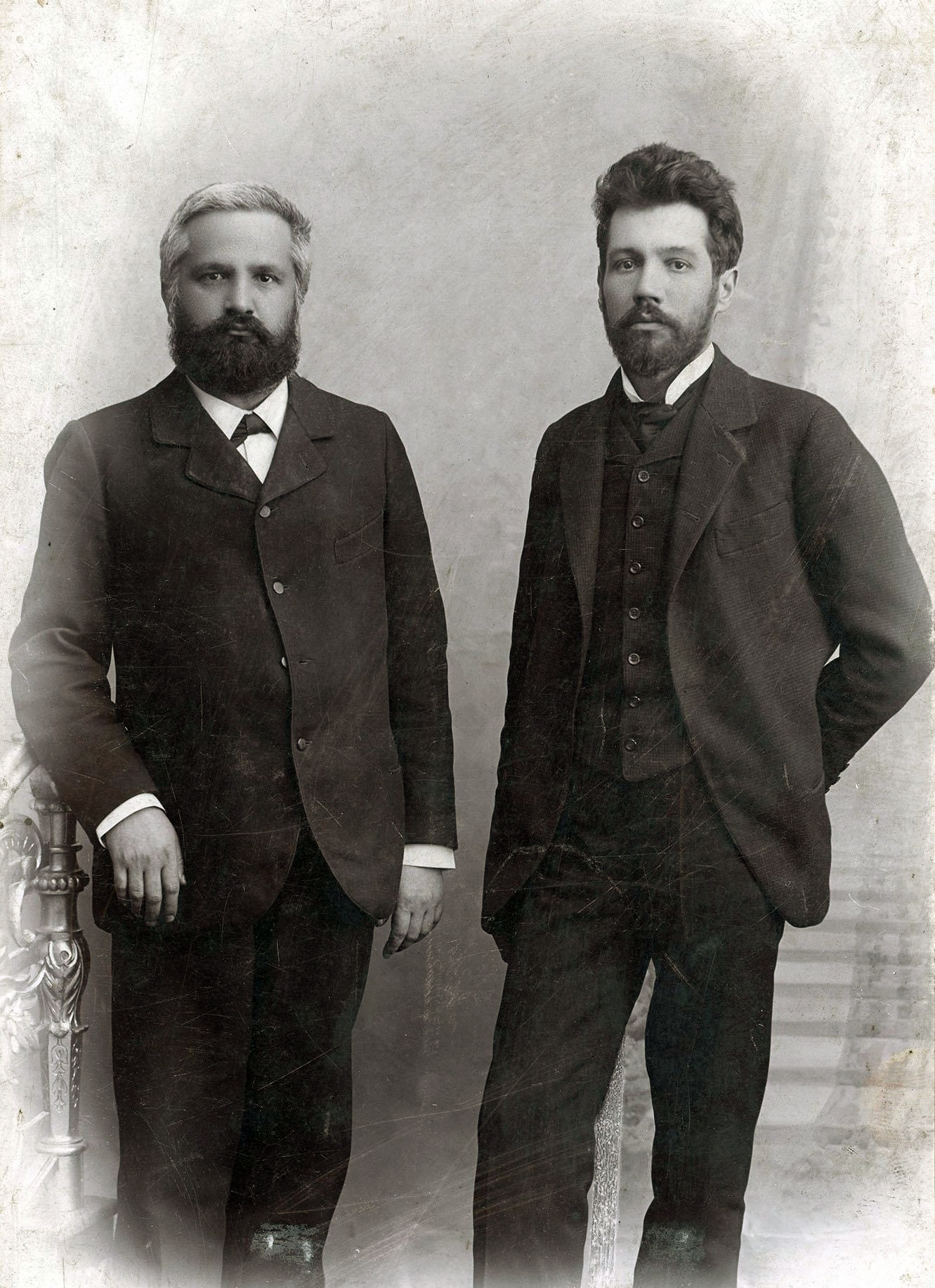
Северин Данилович (ліворуч) з Василем Стефаником

Працював адвокатом у Станиславові (1885—1886), Коломиї (1886—1896), Кутах (1896—1900), Золотому Потоці (зокрема, у 1908 році), Тернополі (1896—1907), Бучачі, Бурштині, у 1917—1918 та 1920—1927 роках — в Долині.

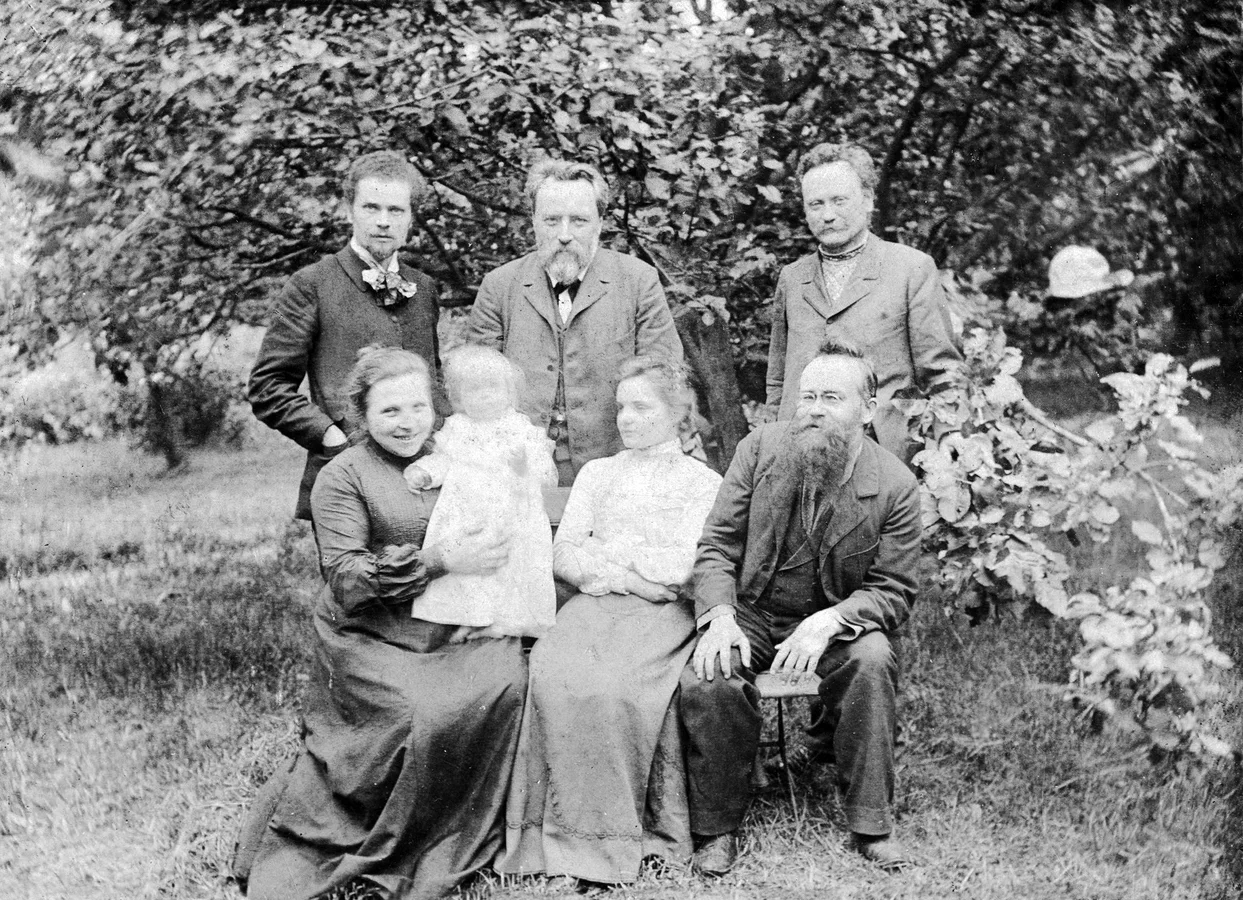
Сидять зліва направо: Марія Грушевська, Катерина, Стефанія Левицька, Михайло Грушевський. Стоять: Іван Труш, Северин Данилович та Іван Франко. Львів, червень 1901 року

Разом з Іваном Франком брав участь у випуску газети «Світ» (у студентські роки), журналів «Народ» та «Хлібороб». До першої світової війни — громадський діяч на Покутті.
Його конкурентом під час виборів до Галицького крайового сейму 1908 року був власник маєтку в Коропці граф Генрик Бадені, син маршалка Галицького крайового сейму Станіслава Бадені; селянин, громадський діяч Марко Каганець загинув під час правиборів від багнета жандарма на початку лютого 1908.
Після утворення у 1918 році ЗУНР був повітовим комісаром Долинського повіту. Був делегатом УНРади ЗУНР від Української радикальної партії, через що був ув'язнений польськими окупаційними властями до 1920-го у краківській в'язниці.
На початку 1920-х став одним із засновників та керівників пропольського селянського союзу; також — друкованого органу цієї організації «Рідний край» (1920—1929). Разом з М. Яцковим та С. Твердохлібом проводив угодову акцію на користь Польської республіки, за що був виключений з УРП, осуджений селянами, і з 1929 р. фактично перебував в ізоляції, а брат дружини Василь Стефаник звинуватив його в угодовстві.
Облишивши працю правника, господарював у власному маєтку в селі Білківцях (нині Зборівського району Тернопільської области).
1935 року висував свою кандидатуру на виборах до Сейму Республіки Польща в окрузі Тернопіль — Зборів, однак обраним не був.
Опублікував понад 40 статей, досліджень з питань політики, статистики та економіки краю., був автором праць «Юзефінський патент з 1786 року» з власними коментарями, «В справі аграрних реформ» (Львів, 1909); також написав спомини про Івана Франка.
Помер, за даними В. Полєка, Петра Гуцала та Р. Матейка, 16 листопада 1939 року, за даними «Енциклопедії Українознавства», з якими погодився П. Шкраб'юк — 1942-го. В. Полєк подав, що С. Данилович помер у с. Старі Скоморохи (нині Галицького району Івано-Франківської області), П. Гуцал та Р. Матейко — що у м. Станиславові.